# Bertiera sphaerica
Bertiera sphaerica är en måreväxtart som beskrevs av Nicolas Hallé. Bertiera sphaerica ingår i släktet Bertiera och familjen måreväxter.
Artens utbredningsområde är Gabon. Inga underarter finns listade i Catalogue of Life.